# 高井ルビー
高井 ルビー（たかい るびー、1903年 - 1972年7月5日）は日本の歌手、女優である。本名は「天田 春音（あまだ はるね）」。大正期～昭和初期の浅草オペラでソプラノの歌姫として活躍。

## 経歴
群馬県出身。祖父は国定忠治の子分の一人であり左の腕にあたる人物であったという。
十代の頃に上京し、歌手・井上起久子に師事。1920年に演出家の獏与太平に見初められオペラ女優の仲間入りを果たす。
初期の芸名は「高井爾美」（読み同じ）。この芸名は井上に付けられたという。
なお、芸名の由来は駆け出しの頃大学生のパーティに招かれた際、指輪がないので小道具の指輪をはめて行き、学生に「あっ、高いルビー」と言われたのにちなんだと言われる。
新星歌舞劇団、生駒歌劇団を経て関東大震災後には清水金太郎・田谷力三らの居る森歌劇団に所属していた。
このころからオペレッタ風の童謡歌劇や流行歌などを吹き込み、同じく浅草オペラで活躍した二村定一らとのデュエットもした。
ちなみに「君恋し」は二村定一よりも先に吹き込んでいる。浅草オペラ女優・歌手として第一線を退いたあと、1937年に満州の名門ダンスホール「ぺロケ」の専属歌手を務めた。
また、オペラ現役当時(1920年代)には作曲家の近藤政二郎との間に一女を儲けている。
戦後になり、1960年代には横浜で旅館を経営。晩年は実妹とともに娘が住む静岡県熱海市へ移り、小料理屋を営んでいた。
1972年7月5日、心不全により死去。満69歳没。

## ディスコグラフィー

### 高井ルビー名義
御伽歌劇・童謡
- 「かくれんぼ」（1924年）相良愛子・木村時子と共演。
- 「遊覧電車」木村時子・宇津見清・柳田貞一と共演。
- 「わたしのお家」木村時子・宮城信子・柳田貞一と歌唱。
- 「鯰の裁判」柳田貞一・明石須磨子・園春江と共演。
- 「お彼岸」柳田貞一・明石須磨子・園春江と共演。
- 「ちょいとお待ち」柳田貞一と共演。
- 「ノンキナトオサン」堀田金星・井上起久子・城沢敏夫と共演。
- 「茶目子の一日」（1929年）平井英子・二村定一と共演。
- 「毬ちゃんの絵本」（1929年）平井英子と共演。

流行歌
- 「旅の夢」（1923年）※高井ルビー子名義
- 「ドンが鳴る迄」明石須磨子・園春江とのトリオ。
- 「恐はやの恐はやの」明石須磨子・園春江とのトリオ。
- 「君恋し」（1926年）※但し、歌詞は作曲者の佐々紅華が作詞したもので、二村定一やフランク永井が歌った時雨音羽の詞と異なる。
- 「銀座小唄」（1929年）
- 「カフェー小唄」
- 「深川」
- 「アラ失礼マア失礼」
- 「お夏狂乱」

### 天田春美名義
- 「乙女は恋に弱いもの」（1930年）

## 参考書籍
- 清島利典『日本ミュージカル事始め 佐々紅華と浅草オペレッタ』刊行社、1982年（佐々紅華の伝記。私生活のことまで詳細に書かれている）
- 石川桂子『大正ロマン手帖-ノスタルジック&モダンの世界』河出書房新社、2009年（浅草オペラのページに高井ルビーの写真が掲載されている）